# Hastings (Nebraska)
Hastings település az Amerikai Egyesült Államok Nebraska államában, Adams megyében, melynek megyeszékhelye is. Lakosainak száma 25 152 fő (2020. április 1.).

## Közlekedés

### Vasút
A települést napi egy pár California Zephyr néven futó Amtrak távolsági vonatjárat érinti.

## Népesség
A település népességének változása:

| 2010 | 24 907 |
| 2020 | 25 152 |